# Девід Стерн
Девід Джоел Стерн (англ. David Joel Stern) — був американським юристом і бізнесменом, який був комісаром Національної баскетбольної асоціації (НБА) з 1984 по 2014 рік. Він керував розвитком баскетболу НБА в один із найпопулярніших видів спорту у світі в 1990-х і 2000-х роках. Йому приписують розвиток і розширення аудиторії НБА, особливо на міжнародному рівні, шляхом створення тренувальних таборів, проведення показових ігор і залучення більшої кількості міжнародних гравців.